# 高良健吾
高良 健吾（こうら けんご、1987年〈昭和62年〉11月12日 - ）は、日本の俳優、タレント。テンカラット所属。妻は女優・タレントの田原可南子 。

## 略歴
2人兄弟の次男として誕生。熊本県熊本市中央区出身。旅行会社に勤めていた父親が転勤族であったため、2歳から中学2年の途中まで福岡県北九州市・福岡市と転居を繰り返した。それについて反抗したり、少しだけ引きこもったことがある。中学2年時に再度熊本市へ転居し、熊本市立江南中学校および九州学院高等学校を卒業した。
高校1年の時に、熊本のタウン情報誌『タウン情報クマモト』の編集者にスカウトされ、素人スタッフ兼モデルの一員として編集部に出入りするようになる。当時から俳優業に興味があったため、それを知る同誌の副編集長から東京の芸能事務所の社長を紹介され、高校2年で芸能界入りした。
2005年、ドラマ『ごくせん 第2シリーズ』で3年D組の不良生徒役を演じて俳優デビュー（主要生徒ではなかったため出番は少なかった）。
2006年公開の『ハリヨの夏』で映画デビュー。
2008年公開の映画『蛇にピアス』で全身刺青で顔に15個のピアスをした青年の役を演じた。撮影にあたり特殊メイクを使用した。
2011年、『時計じかけのオレンジ』で舞台に初挑戦する。
2013年、主演映画『横道世之介』で第56回ブルーリボン賞主演男優賞を受賞。
2016年、ドラマ『いつかこの恋を思い出してきっと泣いてしまう』において主演を務め、第88回ザテレビジョンドラマアカデミー賞主演男優賞を受賞。
2021年、大河ドラマ『青天を衝け』において渋沢喜作を演じた。
2024年10月4日、タレントの田原可南子（歌手・田原俊彦の長女）と結婚することを発表した。また、田原はこの時点で妊娠していることも発表。2025年3月19日、第1子の誕生を報告。

## 人物
- 出身地である熊本市の「わくわく親善大使」を務めている[16]。
- 幼いころから福岡ソフトバンクホークスのファンであり、2016年4月10日、藤崎台県営野球場で行われたプロ野球公式戦、福岡ソフトバンク対オリックス・バファローズ[17]で、ホークスのユニフォーム（背番号29）を着て始球式を行った[18]。しかし、その6日後の4月16日に発生した熊本地震（2016年）の本震により、藤崎台県営野球場も被害を受け、同球場で4月19日に予定されていた読売ジャイアンツ対中日ドラゴンズの開催が中止[19]、奇しくも始球式を務めた試合が、熊本地震発生前に同球場で開催された最後のプロ野球公式戦となった。
- 熊本地震 (2016年)の際には、地元である被災地の熊本市や菊池市を訪れ、4日間に渡り、給水ボランティア活動等を行った[20]。なお、一連の活動について所属事務所は取材に対し、「プライベートで行っているようです」と説明した[21][22][23]。
- 2007年時点の公式ブログには奥田民生、くるり、東京事変、椎名林檎、銀杏ボーイズ、餓鬼レンジャー、久石譲、ニルヴァーナ、野弧禅、サンボマスター、エレファントカシマシ、CHARAなどのアーティストの音楽を繰り返しよく聴いていると記している[24]。
- スカイダイビングが大好きで今まで何度もスカイダイビングをやったことがある[25]。
- 『おにいちゃんのハナビ』では、主人公・太郎も引きこもりの少年で、自分と似た境遇にあり非常に共感したと述べている[26]。
- 柄本佑とは昔馴染みで頻繁に飲みに行く仲である[27]。
- 朝ドラ『べっぴんさん』で共演して以来永山絢斗と仲が良く、自身の故郷である熊本で開催された「くまもと復興映画祭powered by 菊池映画祭」にゲストとして永山を呼び、自身の運転で永山と熊本の名所を巡るドライブをしたことがある[28]。

## 出演

### 映画
- ハリヨの夏（2006年10月14日、葵プロモーション） - 杉本翔 役
- 地下鉄に乗って（2006年10月21日、ギャガ・コミュニケーションズ / 松竹）
- 人魚姫と王子（2007年6月2日、バイオタイド） - メイサ 役
- サッド ヴァケイション（2007年9月8日、スタイルジャム） - 間宮勇介 役
- M（2007年9月15日、ハピネット） - 正木稔 役
- 逃亡くそたわけ（2007年10月20日、シネハウス） - 毅 役
- ひゃくはち（2008年8月9日、ファントム・フィルム） - 佐々木純平 役
- 蛇にピアス（2008年9月20日、ギャガ・コミュニケーションズ） - アマ 役
- 禅 ZEN（2009年1月10日、角川映画） - 俊了 役
- フィッシュストーリー（2009年3月20日、ショウゲート） - 五郎 役
- ハゲタカ（2009年6月6日、東宝） - 守山翔 役
- 蟹工船（2009年7月4日、IMJエンタテインメント） - 根本 役
- 僕らは歩く、ただそれだけ（2009年、アルチンボルド）[注 1]
- 南極料理人（2009年8月8日、東京テアトル） - 兄やん 役
- BANDAGE バンデイジ（2010年1月16日、東宝） - ユキヤ 役
- ソラニン（2010年4月3日、アスミック・エース） - 種田成男 役
- ボックス!（2010年5月22日、東宝） - 木樽優紀 役
- ケンタとジュンとカヨちゃんの国（2010年6月12日、リトルモア） - ジュン 役
- おにいちゃんのハナビ（2010年9月25日、ゴー・シネマ） - 主演・須藤太郎 役
- 雷桜（2010年10月22日、東宝） - 友蔵 役
- マジでガチなボランティア（2010年12月4日、メディアフォーユー） - ナレーション
- ノルウェイの森（2010年12月11日、東宝） - キズキ 役
- 白夜行（2011年1月29日、ギャガ） - 主演・桐原亮司 役
- まほろ駅前多田便利軒（2011年4月23日、アスミック・エース） - 星良一 役
  - まほろ駅前狂騒曲（2014年10月18日、東京テアトル / リトルモア）
- 軽蔑（2011年6月4日、角川映画） - 主演・二宮一彦 役
- キツツキと雨（2012年2月11日、角川映画） - 岸浩一 役
- シグナル〜月曜日のルカ〜（2012年6月9日、ショウゲート） - ウルシダ レイジ 役
- 苦役列車（2012年7月14日、東映） - 日下部正二 役
- きいろいゾウ（2013年2月2日、ショウゲート） - クモ（声） 役ほか
- 横道世之介（2013年2月23日、ショウゲート） - 主演・横道世之介 役
- 千年の愉楽（2013年3月9日、若松プロダクション / スコーレ） - 主演・中本半蔵 役
- 県庁おもてなし課（2013年5月11日、東宝） - 吉門喬介 役
- 潔く柔く（2013年10月26日、東宝） - 春田一恵 役[29]
- ルームメイト（2013年11月9日、東映） - 工藤謙介 役[30]
- ジ、エクストリーム、スキヤキ（2013年11月23日、スールキートス） - かっこいい男 役[31]
- 武士の献立（2013年12月14日、松竹） - 舟木安信 役[32]
- 私の男（2014年6月14日、日活） - 尾崎美郎 役[33]
- 悼む人（2015年2月14日、東映） - 主演・坂築静人 役[34]
- きみはいい子（2015年6月27日、アークエンタテインメント） - 主演・岡野匡 役[35]
- うつくしいひと（2016年3月） - 玉屋末吉 役[注 2][36][37][38]
- 蜜のあわれ（2016年4月1日、ファントム・フィルム） - 芥川龍之介の幽霊 役[39]
- ふきげんな過去（2016年6月25日、東京テアトル） - 康則 役[40]
- シン・ゴジラ（2016年7月29日、東宝） - 志村祐介 役[41]
- 彼女の人生は間違いじゃない（2017年7月15日、ギャガ） - 三浦 役
- 月と雷（2017年10月7日、スールキートス） - 主演・智 役
- ニワトリ★スター（2018年3月17日、マジックアワー） - 青年のティダ 役
- 万引き家族（2018年6月8日、ギャガ） - 前園巧 役
- 止められるか、俺たちを（2018年10月13日、若松プロダクション） - 吉澤健 役
- 多十郎殉愛記（2019年4月12日、東映 / よしもとクリエイティブ・エージェンシー） - 主演・清川多十郎 役[42]
- アンダー・ユア・ベッド（2019年7月20日、KADOKAWA） - 主演・ 三井直人役[43][44]
- 人間失格 太宰治と3人の女たち（2019年9月13日、松竹） - 三島由紀夫 役[45]
- 葬式の名人（2019年9月20日、ティ・ジョイ） - 豊川大輔 役[46]
- カツベン!（2019年12月13日、東映） - 茂木貴之 役[47]
- 星の子（2020年10月9日、東京テアトル / ヨアケ） - 海路さん 役[48]
- 夏、至るころ（2020年12月4日、映画24区） - 小林先生 役[49]
- おもいで写眞（2021年1月29日、イオンエンターテイメント） - 星野一郎 役[50][51][52]
- あのこは貴族（2021年2月26日、東京テアトル / バンダイナムコアーツ） - 青木幸一郎 役[53]
- くれなずめ（2021年5月12日、東京テアトル） - 藤田欽一 役[54][55][56]
- 天間荘の三姉妹（2022年10月28日、東映） - 魚堂一馬 役[57]
- ひとりぼっちじゃない（2023年3月10日、パルコ）[58]
- 東京リベンジャーズ2 血のハロウィン編 -運命-（2023年4月21日、ワーナー・ブラザース映画） - 佐野真一郎 役[59]
- 水は海に向かって流れる（2023年6月9日、ハピネットファントム・スタジオ） - 歌川茂道 役[60][61]
- Gメン（2023年8月25日、東映） - 伊達薫 役[62][63][64]
- 愛にイナズマ（2023年10月27日、東京テアトル） - ホテルの社長 役[65]
- 罪と悪（2024年2月2日、ナカチカピクチャーズ） - 主演・阪本春 役[66][67]
- 劇場版 アナウンサーたちの戦争（2024年8月16日、ナカチカピクチャーズ） - 館野守男 役[68]
- ルート29（2024年11月8日、東京テアトル / リトルモア） - 森の父 役[69]
- レイニーブルー（2025年7月8日公開予定、桃）[70]
- 海辺へ行く道（2025年晩夏公開予定、東京テアトル / ヨアケ）[71]

### ウェブ映画
- きょうのできごと a day in the home（2020年4月24日、YouTubeチャンネル「ROBOT CONTENT LAB」）[72]
- 太陽-TAIYO-（2022年4月28日、YouTube） - 主演・浅野 役[73][74]

### アニメ映画
- かぐや姫の物語（2013年11月23日、東宝） - 捨丸 役[75]
- 百日紅 〜Miss HOKUSAI〜（2015年5月9日、東京テアトル） - 歌川国直 役[76]
- 劇場版 夏目友人帳 〜うつせみに結ぶ〜（2018年9月29日、アニプレックス） - 椋雄 役[77]

### テレビドラマ
- ごくせん 第2シリーズ（2005年1月15日 - 3月19日、日本テレビ） - 船木健吾 役
- WATER BOYS 2005夏（2005年8月19日・20日、フジテレビ） - 海人 役
- ブロッコリー（2007年1月20日、フジテレビ） - 鈴木広人 役
- 刑事の現場 第1話（2008年3月1日、NHK総合） - 杉原ヒロキ 役
- 青梅街道精進旅行（2008年12月19日、MUSIC ON! TV）[78] - 大輔 役
- 白洲次郎（2009年2月28日 - 9月23日、NHK） - 白洲次郎（少年期） 役
- マークスの山（2010年10月17日 - 11月14日、WOWOW） - 水沢裕之 役
- ビート（2011年2月13日、WOWOW） - 島崎真次 役
- 連続テレビ小説（NHK）
  - おひさま 第9週 - 最終週（2011年5月30日 - 10月1日） - 丸山和成 役
  - べっぴんさん（2016年10月3日 - 2017年4月1日） - 野上潔 役
- 大地のファンファーレ（2012年2月17日 - 24日、NHK札幌 / NHK帯広） - 主演・北村俊平 役
- 罪と罰 A Falsified Romance（2012年4月29日 - 6月3日、WOWOW） - 主演・裁弥勒 役
- 親父がくれた秘密〜下荒井5兄弟の帰郷〜（2012年9月12日、テレビ東京） - 下荒井健二 役
- 書店員ミチルの身の上話（2013年1月8日 - 3月12日、NHK） - 竹井輝夫 役
- まほろ駅前番外地 第9話・第10話（2013年3月8日・15日、テレビ東京） - 星良一 役
- ラスト・ディナー「ヒーロー」（2013年3月23日、NHK BSプレミアム） - 男A 役
- ハードナッツ! 〜数学girlの恋する事件簿〜（2013年10月20日 - 12月8日、NHK BSプレミアム） - 伴田竜彦 役[79]
- 平成猿蟹合戦図（2014年11月15日 - 12月20日、WOWOW） - 浜本純平 役[80]
- 大河ドラマ（NHK）
  - 花燃ゆ（2015年1月4日 - 9月6日） - 高杉晋作 役[81]
  - 青天を衝け（2021年2月14日 - 12月26日） - 渋沢喜作 役[13]
- いつかこの恋を思い出してきっと泣いてしまう（2016年1月18日 - 3月21日、フジテレビ） - 主演・曽田練 役[82]
- 放送90年 大河ファンタジー「精霊の守り人II 悲しき破壊神」（2017年1月21日 - 3月25日、NHK） - ラウル 役[83]
  - 精霊の守り人III 最終章（2017年11月25日 - 2018年1月27日、NHK）
- バイバイ、ブラックバード（2018年2月17日 - 3月24日、WOWOW） - 主演・星野一彦 役[84]
- 満願 最終夜「満願」[85]（2018年8月16日、NHK総合） - 主演・藤井 役
- 満島ひかり×江戸川乱歩 人でなしの恋（2018年12月30日、NHK BSプレミアム） - 門野 役[86]
- 二つの祖国（2019年3月23日・24日、テレビ東京） - 天羽忠 役
- 夢食堂の料理人〜1964東京オリンピック選手村物語〜（2019年7月23日、NHK総合） - 主演・坂田三郎 役[87][88][89]
- モトカレマニア（2019年10月17日 - 12月12日、フジテレビ） - 主演・マコチ（斉藤真） 役（新木優子とのダブル主演）[90]
- あなたのそばで明日が笑う（2021年3月6日、NHK総合） - 真城高臣 役[91]
- 倫敦ノ山本五十六（2021年12月30日、NHK総合） - 富岡定俊 役[92]
- 雪国 -SNOW COUNTRY-（2022年4月16日、NHK BSプレミアム・NHK BS4K〈3月18日に先行放送〉） - 行男 役[93][94]
- 星新一の不思議な不思議な短編ドラマ『地球から来た男』（2022年4月26日、NHK BS4K・NHK BSプレミアム） - 主演[95]
- オリバーな犬、 (Gosh!!) このヤロウ シーズン2（2022年9月20日 - 10月4日、NHK総合）[96]
- アクターズ・ショート・フィルム3「CRANK-クランク-」（2023年2月11日、WOWOWプライム） - 監督・脚本・出演[97]
- NHKスペシャル『アナウンサーたちの戦争』（2023年8月14日、NHK総合） - 館野守男 役[98]
- OZU 〜小津安二郎が描いた物語〜 第3話「非常線の女」（2023年11月26日、WOWOW） - 拓実 役[99]

### ウェブドラマ
- 女たちは二度遊ぶ 「自己破産の女」（2010年3月12日、BeeTV） - 安藤 役
- WE ARE ONE. Scene 1「起業家ワタル篇」（2021年8月30日、Youtube） -  主演・ワタル 役 [100][101]
- モダンラブ・東京〜さまざまな愛の形〜「私が既婚男性と寝て学んだこと」（2022年10月21日、Amazon Prime Video） - 裕一 役[102]
- 忍びの家 House of Ninjas（2024年2月15日、Netflix） - 俵岳 役[103]
- 1122 いいふうふ（2024年6月14日 - 、Amazon Prime Video） - 柏木志朗 役[104][105]

### 舞台
- 時計じかけのオレンジ（2011年1月2日 - 2月27日、東京および他都市） - ジョージー 役ほか

### テレビ番組
- アナザースカイ（2015年8月28日、日本テレビ） - ゲスト、アイスランドを訪れる。
- ハイビジョン特集 "早過ぎたひと 世紀の伊達（）男 加藤和彦"（2011年10月15日、NHK BSプレミアム） - 案内 役
- 最後の講義「政治学者 姜尚中」（2024年8月28日、NHK）- 語り[106]
- ETV特集「1000番地　土地と人間に関するリポート」（2024年11月2日、NHK Eテレ）- 語り[107]

### ゲーム
- クロヒョウ 龍が如く新章（2010年9月22日、セガ） - 右京龍也（声） 役[108]

### CM
- SUNTORY（2011年）
  - 『金麦』「それぞれの金麦」篇（2011年3月）
- UNIQLO（2011年8月 - 9月）
  - 『ジーンズ・チノ・カーゴ』（2011年8月 - ）
  - 『ウルトラライトダウン』（2011年9月）
- FUJITSU（2011年11月 - ）
  - 『ARROWS』
- UCC上島珈琲（2014年3月 - ）
  - 『UCC BLACK 無糖』
- GU（2015年 - ）
  - 2015年秋冬シーズン（2015年9月 - ）
  - 2016年春夏シーズン（2016年3月 - ）
  - 2016年秋冬シーズン（2016年9月 - ）
- 創味食品（2016年4月 - ）
  - 『創味シャンタン やわらかタイプ』
- キリンビール（2016年4月 - ）
  - 『淡麗極上〈生〉』淡麗侍シリーズ[109]
- 花王（2016年7月 - ）
  - 『アタック』
- 日本損害保険協会（2016年8月 - ）
  - 地震保険「立ち上がる、力になる。」篇[110]
- キリンビバレッジ
  - 『午後の紅茶 おいしい無糖』（2018年4月 - ）
- SAKURA MACHI Kumamoto
  - 「はじまる」篇・「つながる」篇（CM・ポスター）（2019年9月 - ）[111]
- あかつき証券
  - 「IFAクラウド」（2022年1月 - ）[112]
- 山口フィナンシャルグループ
  - 「ユズの場合#2 30秒」「ユズの場合#2 60秒」「ユズの場合#2 WEB限定ロングVer」（2023年12月 - ）[113][114]
- 再春館製薬所「ドモホルンリンクル」（2024年2月 - ） - ブランドアンバサダー[115]

### ミュージック・ビデオ
- 逆麟「FISH STORY」（2009年2月25日）
- Every Little Thing「冷たい雨」（2009年11月18日）
- ASIAN KUNG-FU GENERATION
  - 「新世紀のラブソング」（2009年12月2日）
  - 「今を生きて」（2013年2月20日）
- 藤井フミヤ「今、君に言っておこう」（2010年9月22日）
- RADWIMPS「TWILIGHT」（2021年7月23日）

## 書籍

### 写真集
- Super Stars（2006年）[116]
- 高良健吾 PhotoBook（2010年6月12日、角川メディアハウス）[117]
- 高良健吾 海 鈴木心（2011年1月25日、赤々舍）[118]

### DVD
- 情熱大陸×高良健吾（2011年11月23日、ジェネオン・ユニバーサル・エンターテイメント）[119]

## 受賞歴

### 映画
- 2009年
  - 第1回TAMA映画賞・最優秀新進男優賞(『南極料理人』『蟹工船』『フィッシュストーリー』『ハゲタカ』)
- 2010年
  - 第20回日本映画プロフェッショナル大賞・新人奨励賞（『ケンタとジュンとカヨちゃんの国』）[120]
  - 第23回日刊スポーツ映画大賞・石原裕次郎賞・石原裕次郎新人賞（『おにいちゃんのハナビ』『ソラニン』）[121]
- 2012年
  - 第26回高崎映画祭最優秀主演男優賞（『軽蔑』）[122]
  - 第35回日本アカデミー賞新人俳優賞（『軽蔑』）[1]
  - 第36回エランドール賞新人賞・テレビガイド賞[123]
- 2013年
  - 第36回日本アカデミー賞優秀助演男優賞（『苦役列車』）[124]
- 2014年
  - 第56回ブルーリボン賞主演男優賞（『横道世之介』）[125]
  - 第23回日本映画プロフェッショナル大賞主演男優賞（『横道世之介』）
- 2015年
  - 第28回日刊スポーツ映画大賞・石原裕次郎賞 主演男優賞（『悼む人』『きみはいい子』）[126]

### ドラマ
- 2016年
  - 第88回ザテレビジョンドラマアカデミー賞主演男優賞[12]（『いつかこの恋を思い出してきっと泣いてしまう』）